# Edmund Campion
Edmund Campion (Londra, 24 gennaio 1540 – Tyburn, 1º dicembre 1581) è stato un presbitero e gesuita inglese; martirizzato sotto Elisabetta I, fu beatificato nel 1929 ed è tra i quaranta martiri di Inghilterra e Galles proclamati santi da papa Paolo VI nel 1970.

## Biografia
Nacque in un'agiata famiglia: il padre era libraio e stampatore (stationer in inglese) ed Edmund era destinato a proseguire l'attività di famiglia. 
Studiò presso il St John's College di Oxford, riuscendo ad iscriversi sin dal suo primo anno di attività con una borsa di studio. Il St John's College era stato fondato dal ricco mecenate Thomas White per formare una schiera di sacerdoti cattolici ben istruiti, adatti a sostenere la politica di restaurazione del cattolicesimo propugnata dalla regina Maria (1553-58). Al College conobbe Gregory Martin, futuro traduttore della Bibbia in inglese, anch'egli iscritto dal primo anno. La loro amicizia durerà tutta la vita. 
Nel 1558 salì al trono Elisabetta I, protestante, la quale avviò una politica di anglicanizzazione forzata del popolo inglese. Nessun altro credo fu consentito al di fuori di quello anglicano. Campion, ancora incerto sulla sua scelta religiosa, ma desideroso di conformarsi alle leggi dello stato, giurò sull'Atto di Supremazia. Nel 1564 fu ordinato diacono della Chiesa anglicana.
Molto stimato nell'ambiente universitario, ebbe tra i suoi mecenati personaggi importanti come Robert Dudley, il favorito della regina Elisabetta. Quando la sovrana si recò in visita all'università (1566) fu Campion, in rappresentanza degli studenti, a tenere il discorso di benvenuto.
Campion continuò a studiare logica aristotelica, teologia e patristica. Si accorse, facendo leva sulla sua vasta erudizione, che l'anglicanesimo non era altro che una deformazione dell'«antica fede». Decise allora di lasciare l'Inghilterra e si trasferì in Irlanda, terra che non aveva mai abbandonato la fede cattolica. Fu assunto come tutore presso la famiglia di James Stanihurst, il presidente della Camera dei comuni irlandese. La repressione anti-cattolica però continuò e si accentuò quando Elisabetta I fu scomunicata dal papa (1570). 
Di fronte alla minaccia di ulteriori persecuzioni, ritornò brevemente in Inghilterra per poi imbarcarsi per le Fiandre (1571). A Douai un presbitero inglese, William Allen, aveva fondato appena tre anni prima un collegio cattolico. Campion ritrovò molti compagni di Oxford. Su tutti, l'amico Gregory Martin. Campion si riconciliò con la Chiesa cattolica,  e riprese gli studi teologici.

Nel 1573 intraprese un pellegrinaggio a piedi a Roma, al termine del quale fu ammesso nella Compagnia di Gesù. Trascorse il primo dei due anni di noviziato in Moravia e il secondo a Praga. Nella capitale boema insegnò retorica e fondò la locale Congregazione mariana.
Fu ordinato sacerdote e celebrò la prima Messa l'8 settembre 1578.

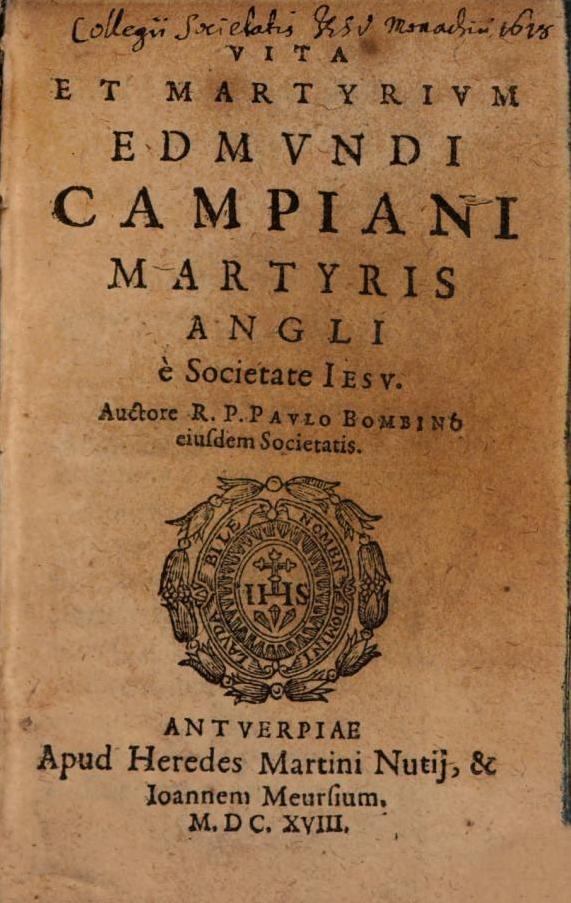
La prima biografia di Campion, scritta dall'italiano Pietro Paolo Bombino nel 1618.

Nel 1579 papa Gregorio XIII stabilì che fossero inviati in Inghilterra dei missionari gesuiti allo scopo di rivificare il cattolicesimo che Elisabetta I stava sradicando. Campion si recò Roma e si offrì di andare missionario. Partì insieme a Robert Parsons e ad altri undici confratelli (aprile 1580). Parsons, il superiore della missione, sbarcò a Dover il 16 giugno del 1580; il 24 giugno Campion lo raggiunse, travestito da mercante di gioielli. Il suo compito come missionario consisteva nel visitare le case dei cattolici, che praticavano la loro fede in segreto, predicando, confessando e celebrando la Santa Messa.
La polizia inglese però seppe della loro missione fin dal primo momento poiché aveva intercettato la corrispondenza tra i gesuiti romani e i loro fedeli inglesi. Il 17 luglio del 1581, mentre celebrava la Messa in una casa di suore brigidine, fu catturato, insieme ad alcuni confratelli, da una spia della regina e condotto a Londra. Fu rinchiuso nella Torre, con l'accusa di sedizione, venne interrogato e torturato per quattro mesi al fine di farlo abiurare. Durante questo periodo fu costretto a partecipare a quattro pubblici dibattimenti di fronte a teologi anglicani. Nonostante fosse debilitato dalle torture, Campion seppe argomentare brillantemente le sue tesi, tanto che la giuria popolare lo considerò non colpevole. Fu allora prodotta una nuova accusa, questa volta di alto tradimento (14 novembre 1581).
Il 20 novembre si tenne il processo a Westminster Hall. Dopo aver ascoltato la condanna, Campion affermò:
La mattina del 1º dicembre 1581 Edmund Campion fu legato ad un cavallo e trascinato per le vie della città sino al patibolo. Qui venne impiccato, sventrato e squartato. Morì insieme ad Alexander Briant e Ralph Sherwin (oggi santi).

## Opere
Come missionario dei Gesuiti in Inghilterra, Campion scrisse un libro rivolto al mondo accademico, intitolato Rationes decem ("Dieci ragioni"). Scritto in latino, fu dato alle stampe in quattrocento copie nel giugno del 1581. Scopo del libro era fortificare nella fede i cattolici inglesi e stimolare i suoi antagonisti, soprattutto gli accademici di Oxford e Cambridge a dibattere di religione. Soprattutto, elencò le dieci ragioni per cui il protestantesimo non può essere la vera fede e le approfondì in cinque argomenti: la Sacra scrittura, i Padri della Chiesa, i concilii ecumenici, la visibilità e riconoscibilità della Chiesa e le contraddizioni delle teorie dei protestanti.

## Culto e memoria
Edmondo Campion venne beatificato nel 1929 e proclamato santo da papa Paolo VI il 25 ottobre 1970. La Chiesa cattolica lo commemora tra i santi quaranta martiri di Inghilterra e Galles: la sua memoria viene celebrata il 1º dicembre.
Il «Campion College» di Kingston in Giamaica, fondato nel 1960 dalla Compagnia di Gesù, è dedicato alla sua memoria.